# She Makes Me Wanna
A She Makes Me Wanna a brit együttes, a JLS harmadik albumáról kislemezként is kiadott dal. 2011. július 22-én jelent meg az Epic Records gondozásában. A felvételen Dev amerikai énekesnő is közreműködött. A szám szerzői JLS, Teddy Sky, Jimmy Joker, AJ Junior és Dev voltak, producerei BeatGeek, Jimmy Joker és Teddy Sky. A kislemez a brit kislemez első helyén debütált, és a 2012-es BRIT Awards-on is jelölést kapott.

## Videóklip
2011. július 5-én töltötték fel a teljes kisfilmet YouTube-ra, mely 2012 áprilisára több mint 10 milliós nézettséget gyűjtött össze. 2011 májusában forgatták Miamiban Colin Tilley rendezésében.

## Promóció
A 2011-es T4 on the Beach-en terveztek először fellépni az együttes tagjai, viszont később kiderült, mégsem jelenhetnek meg a rendezvényen. Helyette július 23-án a Lee Mack's All Star Cast-on léptek fel, majd a This Morning-on, Daybreak-en és OK! TV-n. December 10-én a The X Factor nyolcadik évadjának döntőjén is felléptek, Szilveszterkor az Alan Carr: Chatty Man vendégei voltak.

## Számlista és formátumok
- Digitális letöltés[4]

1. She Makes Me Wanna (közreműködik Dev) – 3:39
2. Nobody Knows – 3:21

- CD kislemez[5]

1. She Makes Me Wanna (közreműködik Dev) – 3:39
2. She Makes Me Wanna (közreműködik Dev) (Karaoke Version) – 3:38

## Slágerlistás helyezések
| Kislemezlista (2011) | Legjobb helyezés |
| -------------------- | ---------------- |
| Ír kislemezlista     | 2                |
| Brit kislemezlista   | 1                |

## Megjelenések
| Ország             | Dátum            | Formátum           |
| ------------------ | ---------------- | ------------------ |
| Egyesült Királyság | 2011. július 24. | Digitális letöltés |
| Egyesült Királyság | 2011. július 25. | CD kislemez        |